# Двуходки
Двуходките (Amphisbaenia) са подразред влечуги от разред Люспести (Squamata), включващ още змиите и гущерите.

## Разпространение
Разпространени са в тропичните и субтропични области на Америка и Стария свят.

## Описание
Включва около 180 съвременни вида в 6 семейства. Двуходките имат силно удължено тяло с липсващи или силно редуцирани крайници и рудиментарни очи, като повечето видове не надхвърлят 15 cm дължина. Много видове имат розово тяло и люспи, подредени в пръстени, поради което силно напомнят земни червеи. Въпреки външното си сходство със змиите, те са генетично най-близки до същинските гущери.

## Семейства
Подразред Amphisbaenia – Двуходки
- Семейство Amphisbaenidae – Червеобразни гущери
- Семейство Bipedidae
- Семейство Blanidae
- Семейство Cadeidae
- Семейство Rhineuridae
- Семейство Trogonophidae